# (181708) 1993 FW
(181708) 1993 FW est un objet transneptunien faisant partie des cubewanos.

## Caractéristiques
(181708) 1993 FW mesure probablement entre 200 et 240 km de diamètre. 

## Orbite
L'orbite de (181708) 1993 FW possède un demi-grand axe de 43,559 ua et une période orbitale d'environ 287 ans. Son périhélie l'amène à 41,607 ua du Soleil et son aphélie l'en éloigne de 45,511 ua. Il s'agit d'un cubewano.

## Découverte
(181708) 1993 FW a été découvert le 28 mars 1993. Il fut découvert par David Jewitt et Jane Luu à l'observatoire du Mauna Kea à Hawaï. Il est référencé par Michael E. Brown comme planète naine potentielle. C'est le deuxième objet classique (cubewanos) de la ceinture de Kuiper découvert après le premier objet (15760) Albion (après Pluton et Charon).